# Anel de Jardins

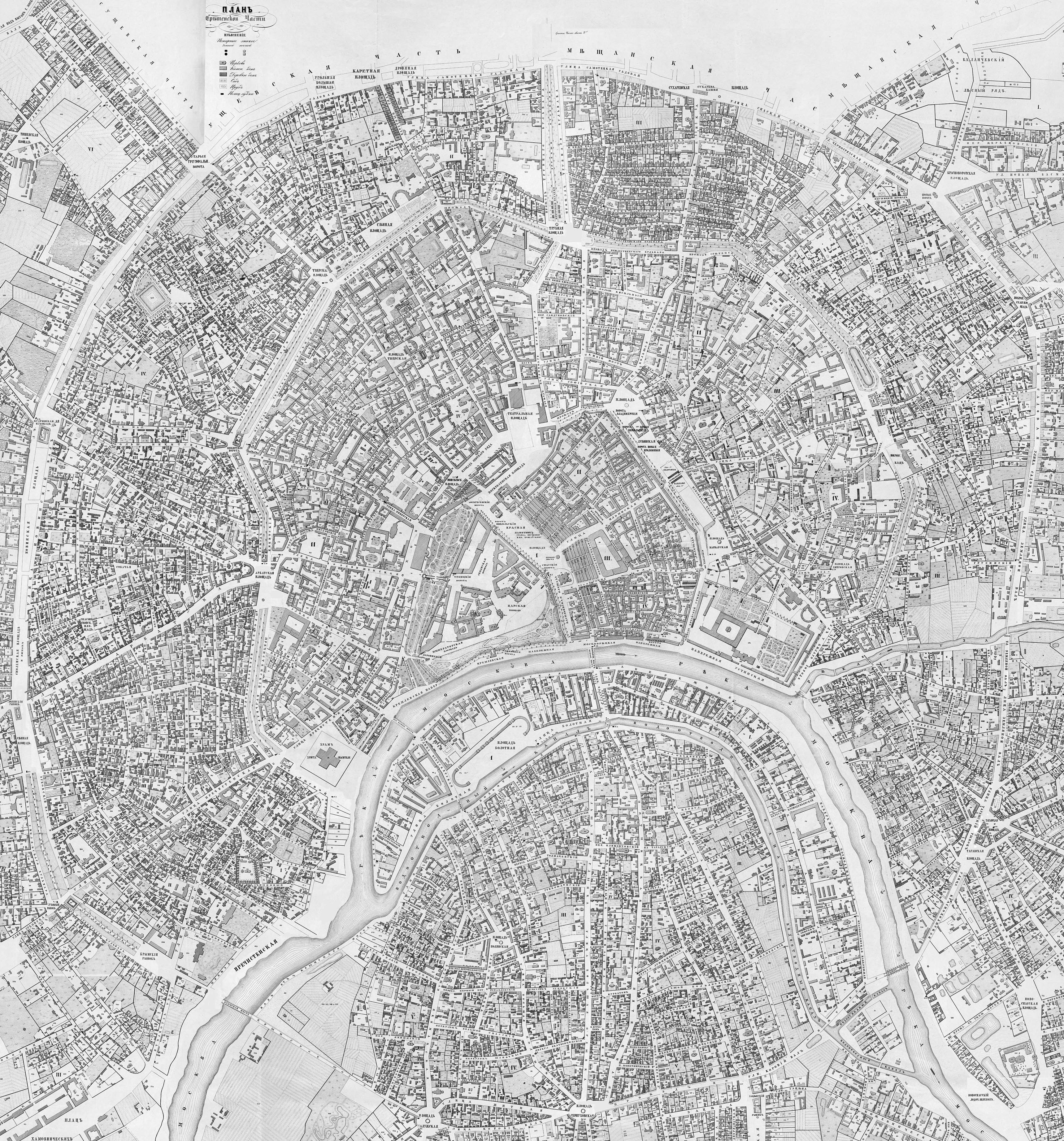
Mapa de Moscou exibindo
o Anel de Jardins.

Anel de Jardins é um anel rodoviário interligando fortificações históricas na região central de Moscou, com 15,6 km de extensão e 60 a 70 m de largura.